# Statue d'une femme libérée (Bakou)
La statue d'une femme libérée est l'une des œuvres de Fuad Abdurahmanov, construite en 1960 à l'embranchement des rues Gourbanov et Djafar Djabbarli. 
Le sculpteur a été inspiré par le personnage de Sevil de la pièce héponyme de Djafar Djabbarli.
Le fait de retirer publiquement le voile symbolise la transition des femmes azerbaïdjanaises de la réclusion à la société soviétique.

## Construction
Fuad Abdurahmanov a créé la statue originale en gypse en 1951. Le monument a été restauré en 1957 et recréé à l'aide de bronze. La statue de bronze s'appelait « Liberté » et était exposée à l'exposition du musée des arts. Plusieurs responsables qui ont vu le monument, ont décidé son transfert au centre de Bakou. Abdurahmanov a ensuite commencé à travailler sur une version plus grande du monument, qui a été achevée en 1959 dans la ville de Leningrad, où le bronze a été moulé; la statue finie a ensuite été ramenée en Azerbaïdjan et placée sur un grand piédestal.

## Contexte
Fuad Aburahmanov, le concepteur de la statue, a déclaré : « Le sujet de l'émancipation des femmes azerbaïdjanaises m'attire depuis longtemps. Quand j'ai commencé à travailler sur la sculpture, pour une raison quelconque, j'ai imaginé un aigle empêtré dans le filet. Elle déchire ses liens, en libère enfin. Un instant de plus, et il s'envolera dans le ciel ensoleillé ».
Le voile faisant partie de la garde-robe de la femme était le trait caractéristique de toutes les villes où le commerce se développait. Le mouvement anti-voile a été lancé en 1908 à Bakou par la bourgeoisie. Cependant, les manifestations anti-voile ont été réprimées par le clergé islamique, provoquant un revers majeur. Alors que certaines femmes ont cessé de porter le voile à l’époque, beaucoup d’entre elles le portaient encore sous la pression sociale.
Le club Ali Bayramov, une importante organisation de femmes azéries basée à Bakou, a participé activement à la campagne visant à encourager les femmes à se retirer du voile.